# Pastor Linares
Pastor Linares (5 de diciembre de 1971) es un ex-ciclista profesional venezolano.
Ganó la Vuelta a Venezuela, participó en la Vuelta al Táchira, en los Juegos Olímpicos y otras competencias nacionales.

## Palmarés
1992
- 1º en 2ª etapa Vuelta al Táchira, Valera  Venezuela

1996
- 1º en Clasificación General Final Vuelta a Venezuela  Venezuela
- 1º en 1ª etapa Vuelta a Costa Rica  Costa Rica
- 483° en UCI ProTour

1997
- 1º en 8ª etapa Vuelta al Táchira  Venezuela
- 1267° en UCI ProTour

1998
- 928° en UCI ProTour

1999
- 5º en Campeonato de Venezuela de Ciclismo en Ruta, Ruta, Elite,  Venezuela
- 3º en 3ª etapa Vuelta a Venezuela, San Felipe  Venezuela
- 784° en UCI ProTour

2001
- 2º en 1ª etapa Vuelta al Táchira, Barinas  Venezuela
- 3º en 10.ª etapa Vuelta al Táchira  Venezuela

## Equipos
- 1980  Selección de Venezuela